# Liste der Baudenkmäler in Hinterschmiding

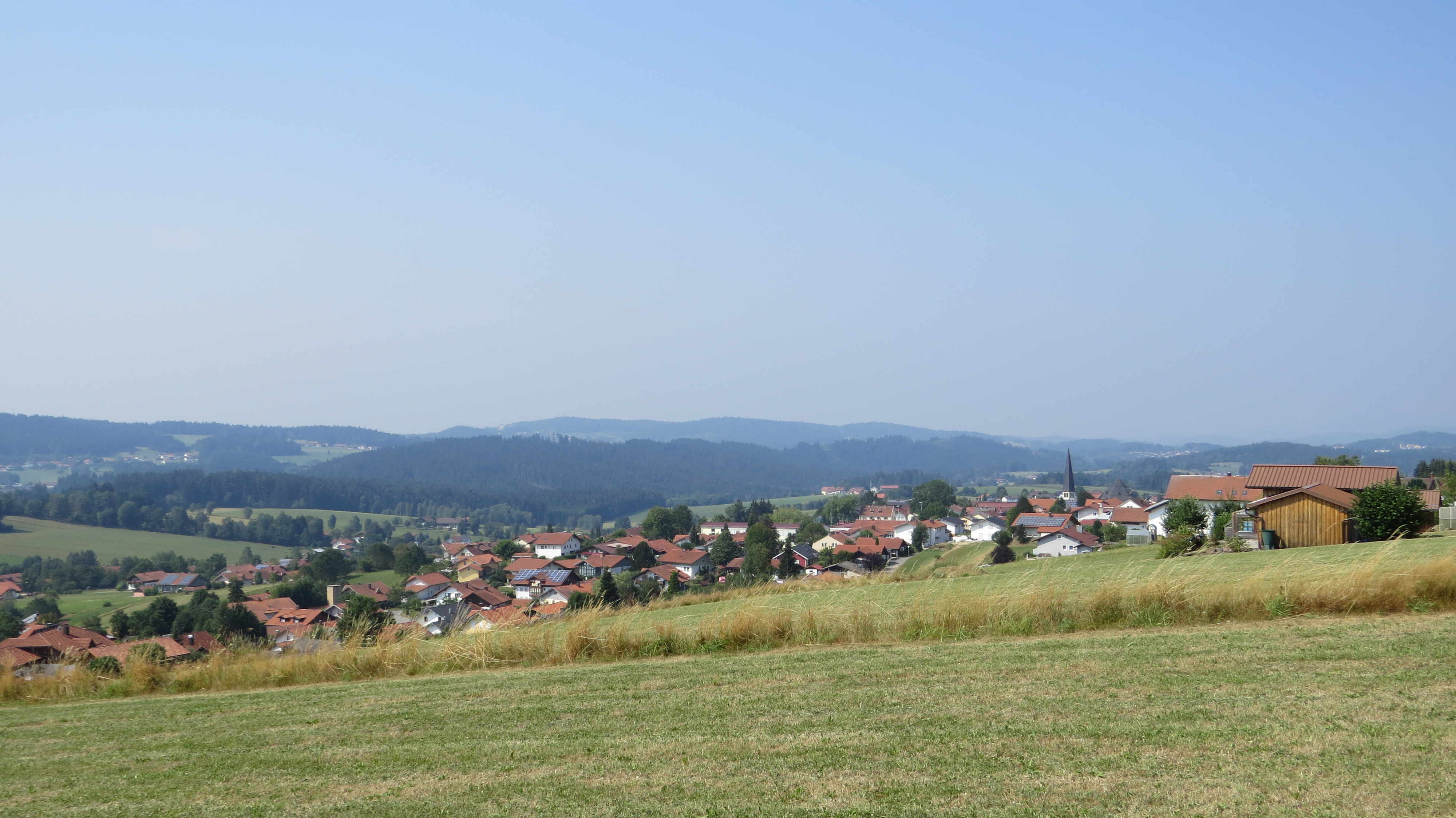
Hinterschmiding im Bayerischen Wald

Auf dieser Seite sind die Baudenkmäler in der niederbayerischen Gemeinde Hinterschmiding zusammengestellt. Diese Tabelle ist eine Teilliste der Liste der Baudenkmäler in Bayern. Grundlage ist die Bayerische Denkmalliste, die auf Basis des Bayerischen Denkmalschutzgesetzes vom 1. Oktober 1973 erstmals erstellt wurde und seither durch das Bayerische Landesamt für Denkmalpflege geführt wird. Die folgenden Angaben ersetzen nicht die rechtsverbindliche Auskunft der Denkmalschutzbehörde.

## Baudenkmäler nach Ortsteilen

### Hinterschmiding
| Lage                        | Objekt                            | Beschreibung | Akten-Nr.              | Bild                              |
| --------------------------- | --------------------------------- | --- | ---------------------- | --------------------------------- |
| Dorfplatz 7 (Standort)      | Einfirsthof                       | Zweigeschossiger Satteldachbau mit Kniestock, mit Werksteinrahmungen, im rückwärtigen Bereich zum Teil Holzbauweise, erste Hälfte 19. Jahrhundert.                                                                                        | D-2-72-126-15 Wikidata | BW                                |
| Dorfplatz 15, 17 (Standort) | Bauernhaus                        | Zweigeschossiger Flachsatteldachbau mit Werksteinrahmungen, Portal mit Oberlicht, bezeichnet mit „1825“; Ausnahmhaus, eingeschossiger Flachsatteldachbau mit Kniestock, mit Werksteinrahmungen, Hoftor mit korbbogiger Einfahrt, um 1825. | D-2-72-126-1 Wikidata  | BW                                |
| Dorfplatz 23 (Standort)     | Ehemalige Schmiede, jetzt Rathaus | An Stelle des ehemaligen Mautgebäudes am Goldenen Steig, zweigeschossiger Schopfwalmdachbau mit Kniestock, westlicher Teil Bruchsteinmauerwerk, darüber Holzbau mit Verbretterung, um 1825, im Kern älter.                                | D-2-72-126-3 Wikidata  | Ehemalige Schmiede, jetzt Rathaus |
| Kirchplatz 1 (Standort)     | Bildstock                         | Toskanische Säule mit Laterne, mit Bildfeld und Inschrift, Granit, bezeichnet mit „1646“. | D-2-72-126-5 Wikidata  | weitere Bilder                    |

### Heldengut
| Lage                    | Objekt      | Beschreibung                                                      | Akten-Nr.             | Bild |
| ----------------------- | ----------- | ----------------------------------------------------------------- | --------------------- | ---- |
| Heldengut 14 (Standort) | Ortskapelle | Kleiner Steildachbau mit halbrundem Schluss und Dachreiter, 1852. | D-2-72-126-7 Wikidata | BW   |

### Herzogsreut
| Lage                      | Objekt                             | Beschreibung | Akten-Nr.              | Bild                       |
| ------------------------- | ---------------------------------- | --- | ---------------------- | -------------------------- |
| Hauptstraße 4 (Standort)  | Ehemaliges Kleinbauernhaus         | Eingeschossiger Blockbau über Bruchsteinsockel, mit einseitig abgewalmten Satteldach und Verbretterung, erste Hälfte 19. Jahrhundert. | D-2-72-126-8 Wikidata  | Ehemaliges Kleinbauernhaus |
| Hauptstraße 16 (Standort) | Kriegerdenkmal                     | Denkmal für die Gefallenen beider Weltkriege, rechteckige architektonische Anlage mit niedriger Umfassungsmauer, Eisentor und zwei Fahnenmasten, in der Mittelachse Schrifttafeln mit mittig situiertem Kreuz und Inschrift „Den Toten der Heimat“, 1963.                                                                                      | D-2-72-126-16          | Kriegerdenkmal             |
| Hauptstraße 18 (Standort) | Katholische Pfarrkirche St. Oswald | Saalkirche mit Satteldach und eingezogenem, fünfseitig geschlossenem Chor, Westturm mit Spitzhelm, Rundbogenstil, 1841/43, Chor 1899; mit Ausstattung; Kriegerdenkmal für die Gefallenen des Ersten Weltkriegs, Muttergottesrelief mit seitlichen Inschriften, wohl Anfang 1920er Jahre; Friedhofsmauer, Bruchsteinmauerwerk, 19. Jahrhundert. | D-2-72-126-9 Wikidata  | weitere Bilder             |
| Hauptstraße 37 (Standort) | Wohnhaus                           | Breitgelagerter zweigeschossiger Flachsatteldachbau mit Kniestock, Putzbandgliederungen, Fenster- und Türgewände mit Werksteinrahmungen, bezeichnet mit „1887“; Rückgebäude, eingeschossiger Flachsatteldachbau mit Kniestock, sichtbares Bruchsteinmauerwerk, 19. Jahrhundert.                                                                | D-2-72-126-11 Wikidata | weitere Bilder             |
| Hauptstraße 43 (Standort) | Gasthaus                           | Zweigeschossiger Flachsatteldachbau, Erdgeschoss massiv, Obergeschoss verschindelter Blockbau, bezeichnet mit „1825“; Bildstock, sogenannte Greimel-Kapelle, ädikulaartige Form mit korbbogiger Bildnische, Granit, bezeichnet mit „1861“. | D-2-72-126-12 Wikidata | weitere Bilder             |

### Kaining
| Lage                  | Objekt      | Beschreibung                                                                                                   | Akten-Nr.              | Bild |
| --------------------- | ----------- | --- | ---------------------- | ---- |
| In Kaining (Standort) | Ortskapelle | Satteldachbau mit eingezogenem, halbrund geschlossenem Chor und Dachreiter, neugotisch, 1890; mit Ausstattung. | D-2-72-126-14 Wikidata | BW   |

## Ehemalige Baudenkmäler
In diesem Abschnitt sind Objekte aufgeführt, die früher einmal in der Denkmalliste eingetragen waren, jetzt aber nicht mehr. Objekte, die in anderem Zusammenhang also z. B. als Teil eines Baudenkmals weiter eingetragen sind, sollen hier nicht aufgeführt werden. Aktennummern in diesem Abschnitt sind ehemalige, jetzt nicht mehr gültige Aktennummern.

| Lage                                  | Objekt      | Beschreibung | Akten-Nr.              | Bild |
| ------------------------------------- | ----------- | --- | ---------------------- | ---- |
| Heldengut (Standort)                  | Ausstattung | Alte Ausstattung der modernen Waldkapelle                                                                        | D-2-72-126-6 Wikidata  | BW   |
| Herzogsreut Hauptstraße 26 (Standort) | Gasthaus    | Obergeschoss-Blockbau, verschindelt, mit Flachsatteldachbau, um 1825/40.                                         | D-2-72-126-10 Wikidata | BW   |
| Herzogsreut Hauptstraße 69 (Standort) | Waldlerhaus | Eineinhalbgeschossiger Blockbau mit Flachsatteldach, verbrettert und verschindelt, erste Hälfte 19. Jahrhundert. | D-2-72-126-13 Wikidata | BW   |